# Bułgaria w Konkursie Piosenki Eurowizji Junior
Bułgaria zadebiutowała w Konkursie Piosenki Eurowizji Junior w 2007 roku. Od czasu debiutu konkursem w kraju zajmował się Byłgarska nacionałna telewizija (BNT).
Najwyższym wynikiem kraju jest drugie miejsce, które w 2014 zajęli Krisija, Hasan i Ibrahim z utworem „Planet of Children”.

## Historia Bułgarii w Konkursie Piosenki Eurowizji Junior

### Konkurs Piosenki Eurowizji Junior 2007
Bułgaria po raz pierwszy wysłała reprezentanta na 5. Konkurs Piosenki Eurowizji Junior, z ramienia telewizji startował siedmioosobowy girlsband Bon-Bon. Wokalistki zaprezentowały się jako ósme w kolejności startowej, a ich piosenka „Bonbolandija” zdobyła w sumie 86 punktów, co przełożyło się na siódme miejsce. 

### Konkurs Piosenki Eurowizji Junior 2008
Reprezentantką kraju w finale 6. Konkursu Piosenki Eurowizji Junior została 14-letnia wówczas Kristiana Krystewa, której na scenie towarzyszył pięcioosobowy zespół. Kraj ponownie zaprezentował się jako ósmy. Piosenka „Jedna mieczta” (bułg. „Една мечта”) nie odniosła sukcesu, plasując się na ostatnim, 15. miejscu. Po porażce poniesionej w konkursie telewizja przez kolejne dwa lata nie wysyłała reprezentanta na konkurs.

### Konkurs Piosenki Eurowizji Junior 2011
W 2011 kraj wyraził chęć ponownego udziału w konkursie. Krajowe preselekcje do konkursu odbyły się 2 października. Krajowy finał wygrał, urodzony w 2000, Iwan Iwanow z piosenką „Superhero”. Zaprezentował się podczas konkursu jako piąty w kolejności, łącznie zdobył 60 punktów, co przyniosło ósme miejsce w klasyfikacji końcowej. Bułgaria przez kolejne dwa lata nie wysyłała reprezentanta na konkurs.

### Konkurs Piosenki Eurowizji Junior 2014
W 2014 bułgarska telewizja powróciła do rywalizacji, wysyłając reprezentanta na 12. Konkurs Piosenki Eurowizji Junior. W finale wystąpiła 10-letnia Krisija, której towarzyszyli jej 11-letni bracia: Chasan i Ibrachim. Utwór „Planet of Children” uplasował się na drugim miejscu z 147 punktami, w tym najwyższymi notami (12 pkt) z Chorwacji, Cypru, Serbii i Holandii. Reprezentanci uzyskali tym samym najlepszy wynik w historii udziału Bułgarii w konkursie. 18 listopada 2014 ujawniono, że oglądalność finału konkursu w Bułgarii wyniosła 1 mln widzów.

### Konkurs Piosenki Eurowizji Junior 2015
Po sukcesie odniesionym w 2014 krajowy nadawca zgodził się na zorganizowanie 13. Konkursu Piosenki Eurowizji Junior w stolicy Bułgarii, Sofii. Reprezentantką kraju została Gabrieła Jordanowa i Iwan Stojanow z utworem „Colour of Hope”zajmując 9. miejsce z dorobkiem 62 punktów.

### Konkurs Piosenki Eurowizji Junior 2016
21 stycznia 2016 bułgarski nadawca potwierdził udział w 14. Konkursie Piosenki Eurowizji Junior, ponadto ujawnił szczegóły wyboru reprezentanta. Datę krajowych preselekcji wyznaczono na 11 czerwca 2016. Zwycięzcą została wtedy 10-letnia Lidija Ganewa, która zdobyła 34,75% głosów widzów. Reprezentowała Bułgarię z utworem „Magical Day” („Walszeben dien”), zajęła dziewiąte miejsce w finale.

### Konkurs Piosenki Eurowizji Junior 2021
W 2021 roku początkowo bułgarski nadawca wykluczył swój udział w 19. Konkursie Piosenki Eurowizji Junior. Ostatecznie kraj pojawił się na liście uczestników opublikowanych 2 września przez EBU. 8 listopada ogłoszono, że kraj reprezentować będą Denisława i Martin z piosenką „Voice of Love”. Zajęli szesnaste miejsce z 77 punktami, w tym 38 punktów od widzów (18. miejsce) i 39 punktów od jury (13. miejsce).

### Konkurs Piosenki Eurowizji Junior 2022–2024: Brak udziału
8 lutego 2022 roku bułgarski nadawca za pośrednictwem Twittera potwierdził swój udział w 20. Konkursie Piosenki Eurowizji Junior. Ostatecznie Bułgaria nie znalazła się na liście uczestników opublikowanych przez EBU 26 września 2022 roku.
13 grudnia 2022 bułgarski nadawca BNT poinformował, że nie ma w planach powrotu do udziału w konkursie w 2023.

## Uczestnictwo
Bułgaria uczestniczyła w Konkursie Piosenki Eurowizji Junior z przerwami od 2007 do 2021 roku. Poniższa tabela uwzględnia nazwiska wszystkich bułgarskich reprezentantów, tytuły konkursowych piosenek i języki w których były śpiewane oraz wyniki w poszczególnych latach.
| Rok                                   | Artysta                            | Piosenka                       | Język                | Miejsce | Punkty |
| ------------------------------------- | ---------------------------------- | ------------------------------ | -------------------- | ------- | ------ |
| 2007                                  | Bon-bon                            | „Bonbolandija”                 | bułgarski            | 7       | 86     |
| 2008                                  | Kristiana Krystewa                 | „Edna meczta”                  | bułgarski            | 15      | 15     |
| Brak reprezentanta w latach 2009–2010 |                                    |                                |                      |         |        |
| 2011                                  | Iwan Iwanow                        | „Superhero”                    | bułgarski            | 8       | 60     |
| Brak reprezentanta w latach 2012-2013 |                                    |                                |                      |         |        |
| 2014                                  | Krisija, Chasan i Ibrachim         | „Planet of Children”           | bułgarski            | 2       | 147    |
| 2015                                  | Gabrieła Jordanowa i Iwan Stojanow | „Colour of Hope”               | bułgarski            | 9       | 62     |
| 2016                                  | Lidija Ganewa                      | „Walszeben dien” (Magical Day) | bułgarski, angielski | 9       | 161    |
| Brak reprezentanta w latach 2017–2020 |                                    |                                |                      |         |        |
| 2021                                  | Denisława i Martin                 | „Voice of Love”                | bułgarski, angielski | 16      | 77     |
| Brak reprezentanta od 2022            |                                    |                                |                      |         |        |

Legenda:
     1. miejsce
     2. miejsce
     3. miejsce
     Ostatnie miejsce

## Historia głosowania w finale (2007–2021)
Poniższe tabele pokazują, którym krajom Bułgaria przyznaje w finale najwięcej punktów oraz od których państw bułgarscy reprezentanci otrzymują najwyższe noty.
| M. | Kraj              | Punkty |
| -- | ----------------- | ------ |
| 1  | Armenia           | 64     |
| 2  | Rosja             | 48     |
| 3  | Białoruś · Gruzja | 42     |
| 4  | Malta             | 38     |
| 5  | Ukraina           | 33     |

| M. | Kraj               | Punkty |
| -- | ------------------ | ------ |
| 1  | Macedonia Północna | 42     |
| 2  | Holandia · Włochy  | 38     |
| 3  | Gruzja             | 30     |
| 4  | Malta              | 28     |
| 5  | Armenia            | 27     |

## Organizacja
| Lata | Lokalizacja                          | Prezenter(zy) |
| ---- | ------------------------------------ | ------------- |
| 2015 | Bułgaria (Sofia, Arena Armeec Sofia) | Poli Genowa   |

## Komentatorzy i sekretarze
Spis poniżej przedstawia wszystkich bułgarskich komentatorów konkursu oraz krajowych sekretarzy podających punkty w finale.
| Komentatorzy i sekretarze z Bułgarii               | Komentatorzy i sekretarze z Bułgarii | Komentatorzy i sekretarze z Bułgarii |
| Rok                                                | Komentator                           | Sekretarz                            |
| -------------------------------------------------- | ------------------------------------ | ------------------------------------ |
| 2007                                               | Elena Rosberg i Georgi Kushvaliev    | Lyubomir Hadjiyski                   |
| 2008                                               | Elena Rosberg i Georgi Kushvaliev    | Marina Baltadzi                      |
| Brak reprezentanta i transmisji w latach 2009–2010 |                                      |                                      |
| 2011                                               | Elena Rosberg i Georgi Kushvaliev    | Nicoletta Włodarczyk                 |
| Brak reprezentanta i transmisji w latach 2012–2013 |                                      |                                      |
| 2014                                               | Elena Rosberg i Georgi Kushvaliev    | Ina Angelova                         |
| 2015                                               | Elena Rosberg i Georgi Kushvaliev    | Vladimir Petkov                      |
| 2016                                               | Elena Rosberg i Georgi Kushvaliev    | Milen Pavlov                         |
| Brak reprezentanta i transmisji w latach 2017–2020 |                                      |                                      |
| 2021                                               | Elena Rosberg i Georgi Kushvaliev    | Arianne                              |
| Brak reprezentanta i transmisji w latach od 2022   |                                      |                                      |